# 1 nowy izraelski szekel wzór 1985
1 nowy izraelski szekel wzór 1985 – moneta o nominale jednego nowego szekla wprowadzona do obiegu 4 września 1985 roku na podstawie reformy walutowej i Prawa Nowego Szekla z 1985 roku. Zastąpiła dotychczas będącą w obiegu monetę starego szekla tego samego nominału. Monetę bito od 1985 roku do 1993 roku.   
W 1994 roku moneta została zastąpiona nowym wzorem monety jednoszeklowej.   

## Awers
Awers monety nawiązuje do monety wybijanej w IV wieku p.n.e. (ok. 350 roku p.n.e.) w będącej częścią perskiego imperium Judei. Na awersie znajduje się kwiat lilii – symbol czystości i rozwoju Izraela w księdze Ozeasza. Awers przedstawia również słowo „Jehud” w alfabecie paleohebrajskim i herb Państwa Izrael.

## Rewers
Rewers monety przedstawia nominał, nazwę waluty w języku hebrajskim (שקל חדש) i angielskim (New Shequel), datę zapisaną alfabetem hebrajskim oraz nazwę państwa w językach arabskim (إِسْرَائِيل), angielskim (Israel) i hebrajskim (ישראל).

## Nakład
Moneta była bita od 1985 do 1993 roku w mennicach w Jerozolimie, Bernie, Stuttgarcie, Utrechcie i Winnipeg. Materiałem użytym do jej bicia był miedzionikiel (75% miedzi, 25% niklu). Moneta ma masę 4 g, średnicę 18 mm i grubość 1,8 mm.
Mennica: Swissmint – Berno; Drukarnia Rządowa – Jerozolima; Mennica Państwowa Badenii-Wirtembergii – Stuttgart; Królewska Mennica Holenderska – Utrecht; Kanadyjska Mennica Królewska – Winnipeg.
| Lata | Lata           | Mennica    | Ilość (szt.) |
| 1985 | 5745 - התשמ''ה | Berno      | 29 088 000   |
| 1986 | 5746 - התשמ''ו | Stuttgart  | 8 000 000    |
| 1986 | 5746 - התשמ''ו | Jerozolima | 12 960 055   |
| 1987 | 5747 - התשמ''ז | Jerozolima | 216 000      |
| 1988 | 5748 - התשמ''ח | Utrecht    | 14 004 000   |
| 1988 | 5748 - התשמ''ח | Jerozolima | 6 372 000    |
| 1989 | 5749 - התשמ''ט | Jerozolima | 8 706 000    |
| 1990 | 5750 - התש''ן  | Jerozolima | 756 000      |
| 1991 | 5751 - התשנ''א | Jerozolima | 1 152 000    |
| 1992 | 5752 - התשנ''ב | Stuttgart  | 8 640 000    |
| 1992 | 5752 - התשנ''ב | Winnipeg   | 17 280 000   |
| 1992 | 5752 - התשנ''ב | Jerozolima | 1 512 000    |
| 1993 | 5753 - התשנ''ג | Stuttgart  | 8 640 000    |
| Suma | Suma           | Suma       | 117 326 055  |

## Emisje okolicznościowe

### Chanuka
6 grudnia 1985 roku do obiegu wypuszczono monetę z okazji święta Chanuki. Projektantem monety był Gabi Neumann. Elementem odróżniającym monetę okolicznościową od podstawowej było dodanie na rewersie, pod nominałem, świecznika chanukowego z nazwami święta w języku angielskim „Hanukka” (po lewej od świecznika) i hebrajskim „חנוכה” (po prawej). Pozostałe elementy pozostały bez zmian.
Mennica: Swissmint – Berno; Drukarnia Rządowa – Jerozolima; Francuska Mennica Państwowa – Paryż; Mennica Państwowa Badenii-Wirtembergii – Stuttgart.
| Rok emisji       | Stop          | Średnica (mm) | Masa (g) | Stempel | Mennica                                                                                        | Nr Krause | Wizerunek |
| ---------------- | ------------- | ------------- | -------- | ------- | ---------------------------------------------------------------------------------------------- | --------- | --------- |
| 1985–1992        | miedzionikiel | 18            | 4        | zwykły  | Swissmint Francuska Mennica Państwowa Mennica Państwowa Badenii-Wirtembergii Drukarnia Rządowa | KM# 163   |           |
| 1993–1998 i 2007 | miedzionikiel | 18            | 4        | zwykły  | Swissmint Francuska Mennica Państwowa Mennica Państwowa Badenii-Wirtembergii Drukarnia Rządowa | KM# 163A  |           |

### 40. rocznica niepodległości Państwa Izrael
7 czerwca 1988 roku do obiegu została wypuszczona moneta projektu Gabiego Neumanna z okazji 40. rocznicy niepodległości Izraela. Jak w przypadku szekla „chanukowego”, tak i tu nowy element pojawił się na rewersie, pod nominałem. Jest to napis w języku hebrajskim „מ' שנים לישראל”, co oznacza 40 lat Izraela (40 szanim le-Jisra’el). Dodatkowo z okazji 40. rocznicy wybito w niklu monetę jednoszeklową jako piedfort. Jej wyróżnikiem jest większa grubość 4,9 mm i większa, niż standardowa, waga 8,5 g.    
Mennica: Drukarnia Rządowa – Jerozolima; Mennica Państwowa Badenii-Wirtembergii – Stuttgart.
| Rok emisji | Rok emisji     |               | Średnica (mm) | Masa (g) | Piedfort | Grubość (mm) | Stempel   | Mennica                                | Nakład  | Nr Krause | Wizerunek   |
| ---------- | -------------- | ------------- | ------------- | -------- | -------- | ------------ | --------- | -------------------------------------- | ------- | --------- | ----------- |
| 1988       | 5748 - התשמ''ח | miedzionikiel | 18            | 4        | nie      | -            | zwykły    | Drukarnia Rządowa                      | 504 000 | KM# 197   | AwersRewers |
| 1988       | 5748 - התשמ''ח | nikiel        | 18            | 8,5      | tak      | 4,9          | lustrzany | Mennica Państwowa Badenii-Wirtembergii | 12 027  | KM# P35A  | AwersRewers |

### Majmonides
27 lipca 1988 roku do obiegu wypuszczono monetę jednoszeklową, również projektu Gabiego Neumanna. Element wyróżniający pojawił się tym razem na awersie i była nim podobizna żydowskiego rabina i filozofa Mojżesza ben Majmona, zwanego Mjamonidesem. Po lewej od jego podobizny znajdują się kolejno herb Państwa Izrael oraz hebrajski akronim „הרמב''ם” (ha-Rambam, czyli rabejnu Mosze ben Majmon, pol. nasz nauczyciel Mosze ben Majmon). W monecie, prócz awersu, nic się nie zmieniło.
Mennica: Mennica Bawarska – Monachium.
| Rok emisji | Rok emisji     | Stop          | Średnica (mm) | Masa (g) | Stempel | Mennica          | Nakład    | Nr Krause | Wizerunek |
| ---------- | -------------- | ------------- | ------------- | -------- | ------- | ---------------- | --------- | --------- | --------- |
| 1988       | 5748 - התשמ''ח | miedzionikiel | 18            | 4        | zwykły  | Mennica Bawarska | 1 000 000 | KM# 198   |           |